# N-连通
在数学的分支拓扑学中，一个拓扑空间 X 称为 n-连通的当且仅当它是道路连通的且其开始 n 个同伦群为平凡群，即
{\displaystyle \pi _{i}(X)\equiv 0~,\quad 1\leq i\leq n,}
这里左边是第 i 个同伦群的记号。道路连通的条件也能表达为 0-连通，当定义“0 维同伦群”为：
{\displaystyle \pi _{0}(X):=[S^{0},X].}
一个拓扑空间 X 是道路连通的当且仅当其 0 维同伦群消失，因为道路连通性意味着 X 中任何两点x1 和 x2 能用以 x1 为起点，x2 为终点一条连续道路连接起来，这和从 S0（两个点的离散集）到 X 的任何映射能形变为常映射。有了这种定义，我们可以定义 X 为 n-连通当且仅当
{\displaystyle \pi _{i}(X)\equiv 0,\quad 0\leq i\leq n.}

## 举例和应用
- 如上所述，一个空间 X 是 0-连通的当且仅当为道路连通；
- 一个空间是 1 连通的当且仅当为单连通，从而术语“n-连通”是道路连通和单连通的自然推广。

从定义显然有一个 n-连通空间 X 对任何 i < n 也是 i-连通的。
n-连通的概念应用于描述单纯同调和高维同伦群的关系的 Hurewicz 定理。

## 又见
- 连通空间
- 单连通
- 道路连通
- 同伦群